# Northern Midlands Council

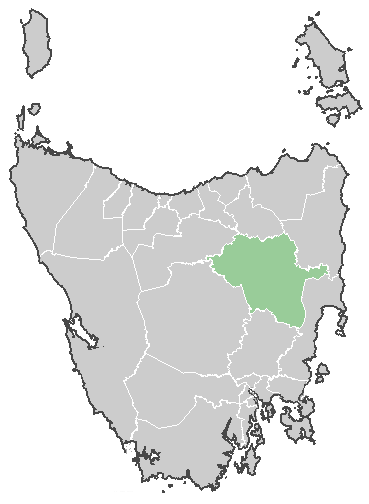
Gmina Northern Midlands na mapie Tasmanii

Northern Midlands Council – obszar samorządu lokalnego (ang. local government area) położony w środkowo-wschodniej części Tasmanii (Australia). Siedziba rady samorządu zlokalizowana jest w mieście Longford, pozostałe ważniejsze miejscowości to: Avoca, Campbell Town, Cressy, Evandale, Liffey i Perth.
Według danych z 2009 roku, obszar ten zamieszkuje 12602 osób. Powierzchnia samorządu wynosi 5130 km².
W celu identyfikacji samorządu Australian Bureau of Statistics wprowadziło czterocyfrowy kod dla gminy Northern Midlands – 4610.